# يان هينركسن
يان هينركسن (بالنرويجية البوكمول: Jan Henriksen)‏ هو دراج نرويجي، ولد في 15 أبريل 1946 في شين في النرويج.

## وصلات خارجية
- يان هينركسن على موقع أرشيف الدراجات (الإنجليزية)
- يان هينركسن على موقع إحصائيات الدراجات الإحترافية (الإنجليزية)
- يان هينركسن على موقع أوليمبيديا (الإنجليزية)